# توروروکونبو
توروروکونبو (به ژاپنی: とろろ昆布 Tororokonbu) یک از فرآورده های غذایی است که از  جلبکی به نام کونبو تهیه می‌شود. به آن کِزوری کونبو به معنی کونبوی رنده شده هم گفته می‌شود. توروروکونبو و اوبوروکونبو در یک گروه از موادغذایی قرار می‌گیرند؛ منتهی توروروکونبو نخ مانند نیست.     

## غذاهایی که در آن توروروکونبو بکار برده می‌شوند
- در استان تویاما دو برابر میانگین استان های دیگر مصرف دارد و برای درست کردن غذای سنتی این استان بکار می‌رود.
- در اوزاکا، کوبه و کیوتو و کیوشو در داخل ئودون ریخته می‌شود.
- در داخل اوبنتو یا بر روی اوکونومی‌یاکی استفاده می‌شود.
- اوبوروکونبو در داخل اونیگیری نیز بسیار محبوب است و در کونبینی (سوپرهای شبانه‌روزی بدون تعطیلی) فروخته می‌شود.

## منبع
- مشارکت‌کنندگان ویکی‌پدیا. «とろろ昆布». در دانشنامهٔ ویکی‌پدیای ژاپنی، بازبینی‌شده در ۱۳ ژانویه ۲۰۱۲.